# Clare-Hope Ashitey
Clare-Hope Naa K. Ashitey  (Enfield, 12 februari 1987) is een Engels actrice van Ghanese afkomst. Voor haar rol in Children of Men werd ze genomineerd voor een Black Reel Award en een London Critics Circle Film Award.
Ashitey volgde een acteeropleiding aan de Centre Stage School of Performing Arts. Na het opnemen van Exodus gaf ze aan te stoppen met acteren om een opleiding te gaan volgen aan de universiteit. Drie jaar later keerde ze terug als actrice met een rol in de filmserie Coming Up.

## Filmografie
*Exclusief televisiefilms
- I.T. (2016)
- The White King (2016)
- Jimi: All Is by My Side (2013)
- Candle to Water (2012)
- Black Brown White (2011)
- Exodus (2007)
- Children of Men (2006)
- Shooting Dogs (2005)

## Televisieseries
*Exclusief eenmalige verschijningen
- Shots Fired - Kerry Beck (2017, tien afleveringen)
- Seven Seconds - KJ Harper (2017, tien afleveringen)
- Suspects - Charlie Steele (2014-2016, 23 afleveringen)
- Doctor Foster - Carly (2015, vijf afleveringen)
- Top Boy - Taylor (2011, twee afleveringen)

- Gemeinsame Normdatei: 1023968797
- International Standard Name Identifier: 0000 0000 4693 2082
- Library of Congress Control Number: no2007051514
- Nationale Bibliotheek van Israël: 987007317442705171
- Virtual International Authority File: 56388617
- WorldCat: E39PBJj8WF7WgmKfCqxmGrpwYP